# Нове Купіскі
Нове Купіскі (пол. Nowe Kupiski) — село в Польщі, у гміні Ломжа Ломжинського повіту Підляського воєводства.
Населення — 564 особи (2011).
У 1975-1998 роках село належало до Ломжинського воєводства.

## Демографія
Демографічна структура станом на 31 березня 2011 року:
|          | Загалом | Допрацездатний вік | Працездатний вік | Постпрацездатний вік |
| -------- | ------- | ------------------ | ---------------- | -------------------- |
| Чоловіки | 290     | 65                 | 198              | 27                   |
| Жінки    | 274     | 60                 | 161              | 53                   |
| Разом    | 564     | 125                | 359              | 80                   |